# 日立ハローサタデー・マジカルチャンネル・小堺一機のヤングプラザ
日立ハローサタデー・マジカルチャンネル・小堺一機のヤングプラザ（ひたちハローサタデー マジカルチャンネル こさかいかずきのヤングプラザ）は、文化放送で1987年6月6日から1991年10月5日まで4年4ヶ月間、土曜17:00 - 18:00に放送された生放送のラジオ番組で、日立製作所の一社提供番組「日立ハローサタデー」の最終番組。同シリーズでは唯一昭和から平成を通り越している。

## 概要
パーソナリティーは小堺一機と、当時アイドル歌手として絶頂期の島田奈美だったが、放送期間中の1990年7月28日の放送で、島田が芸能界引退のため降板。その後は小堺ひとりで担当した。
番組では『今週の名ゼリフ』、『カズキスタン』（小堺が独断と偏見で解説するコーナー）、『オープン留守番電話』（リスナーの留守電メッセージを紹介）などのコーナーがあった。
中継コーナーでは、当時、小堺と同じ事務所に所属していた堀敏彦（現・テレビ新潟アナウンサー）が担当したが、仕事の都合で代役を務めた回もあった。なお、1989年1月7日の放送は昭和天皇崩御関連の報道特別番組のため休止となった。

## 出演者
- 小堺一機
- 島田奈美（芸能界引退のため1990年7月28日の放送をもって降板）
- 堀敏彦（中継コーナー担当）